# Père Tanguy

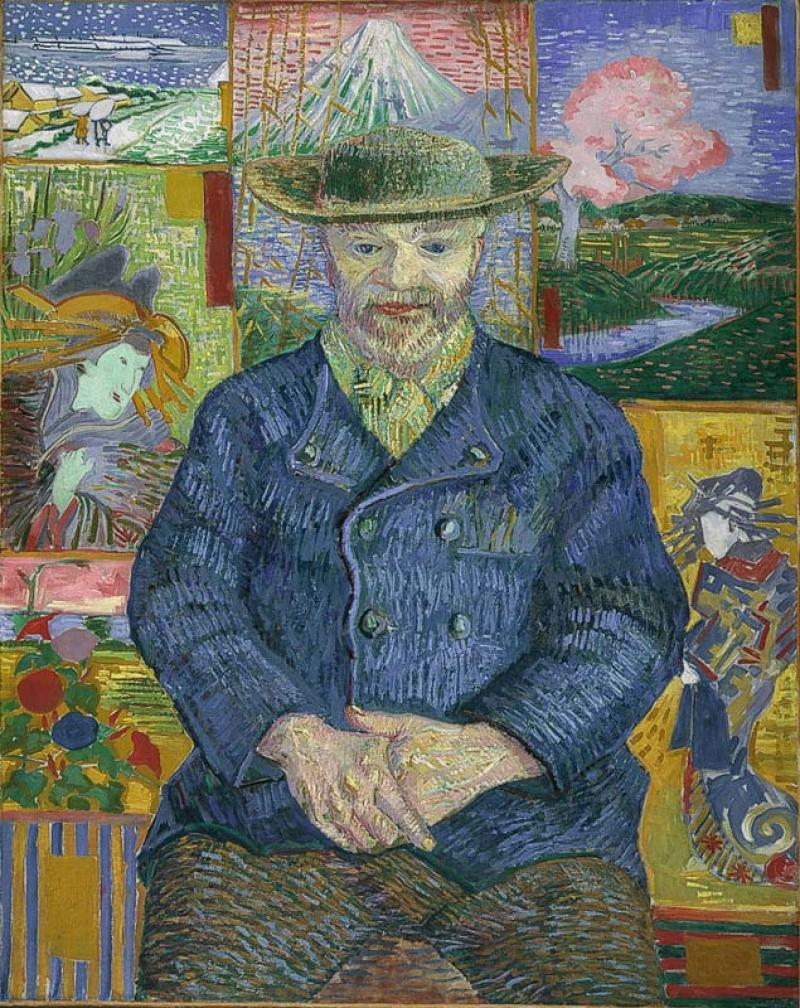
Porträt des Père Tanguy in bretonischem Kostüm vor einer Sammlung japanischer Drucke, Gemälde von Vincent van Gogh (1887), Musée Rodin, Paris

Julien François Tanguy, genannt Père Tanguy, (* 28. Juni 1825 in Plédran, Bretagne; † 6. Februar 1894 in Paris) war ein französischer Farbenhändler, Galerist, Kunstsammler und Mäzen, der zu den ersten Käufern impressionistischer Gemälde gehörte. Er spielte eine wichtige Rolle in der Förderung des Impressionismus und Post-Impressionismus.

## Leben und Wirken
Julien Tanguy war anfangs Stuckateur und übte weitere Tätigkeiten aus, bevor er selbstständiger Farbenhändler wurde. Am 23. April 1855 heiratete er in Saint-Brieuc Renée Briend, geboren in Hillion. 1860 zog das Paar nach Paris. Tanguy eröffnete 1868 ein ambulantes Geschäft und verkaufte seine Farben beispielsweise in Barbizon oder Argenteuil. Er war als Kommunarde in die Kämpfe der Pariser Kommune von 1871 verstrickt, wurde gefangen genommen, kam aber auf Betreiben von Freunden frei. 1873 eröffnete er in Paris einen Laden für Künstlerbedarf in der 14, rue Clauzel. Dort verkaufte er seine Farben an die Künstler und versorgte sie bei Bedarf mit Mahlzeiten. Er nahm teilweise ihre Bilder gegen die Lieferung von Material in Kommission, um sie bei Gelegenheit verkaufen zu können. Im Juni 1891 zog die Galerie um und hatte die Adresse 9, rue Clauzel.

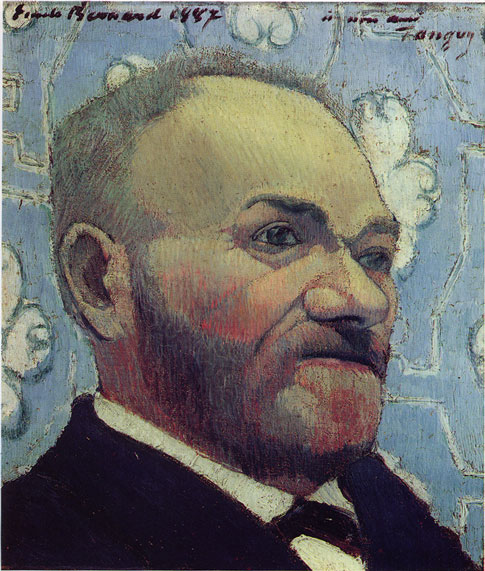
Émile Bernard: Porträt des Père Tanguy (1887)

Als väterlicher Freund zählte „Père Tanguy“ zu seinen Kunden die Kunstsammler Paul Gachet und Victor Chocquet, die Maler Camille Pissarro, Claude Monet, Auguste Renoir, Paul Gauguin, Armand Guillaumin, Henri de Toulouse-Lautrec, Vincent van Gogh, Paul Cézanne und Victor Vignon, deren Bilder er ausstellte und verkaufte. Künstler und Kunstsammler, die an der impressionistischen Bewegung interessiert waren und später an den Werken von Paul Cézanne, besuchten seine Kollektion in der kleinen Galerie, die dem Laden für Künstlerbedarf angeschlossen war. Der Maler und Schriftsteller Émile Bernard beschrieb Tanguys Galerie als Geburtsort des Symbolismus und der Schule von Pont-Aven. Im Jahr 1887 schuf er ein Porträt des Galeristen.
Besondere Unterstützung fand Paul Cézanne durch Tanguy. Dieser war anfangs die einzige Kontaktperson für Cézanne in Paris. Tanguy gab ihm Kredit und stellte seine Bilder einem kaufkräftigen Publikum sowie anderen Künstlern vor. Die Ankäufe von Cézannes Werk umfasst die Jahre 1873 bis 1885. Zu den Gemälden Cézannes, die im Besitz von Tanguy waren, gehörte das Porträt von Achille Emperaire, das sich gegenwärtig in der Sammlung des Musée d’Orsay befindet.
| Van Gogh - Bildnis Père Tanguy | Van Gogh - Bildnis Père Tanguy1 |

Vincent van Goghs Porträts von Tanguy
Links: Le Père Tanguy gemalt als Farbenhändler mit Schürze (1886/87), Ny Carlsberg Glyptotek, Kopenhagen
Rechts: Das zweite Porträt von Père Tanguy (1887), im Besitz von Stavros Niarchos
Vincent van Gogh, der die Niederlande verlassen hatte und sich seit März 1886 bei seinem Bruder Theo in Paris aufhielt, schuf drei Porträts des Farbenhändlers und Galeristen. Das erste Bild zeigt ihn als Farbenhändler, die beiden folgenden weisen die Vorliebe van Goghs für den Japonismus auf, erkennbar an den japanischen Drucken im Hintergrund. Das letzte von ihm geschaffene Bild ist in der Einleitung zu sehen. Der Bildhauer Auguste Rodin erwarb es 1894 aus dem Nachlass. Es ist gegenwärtig in der Sammlung des Musée Rodin.
Octave Mirbeau ehrte den Mäzen nach seinem Tod im L’Écho de Paris vom 13. Februar 1894. Am 2. Juni 1894 versteigerten befreundete Maler auf Vorschlag von Mirbeau eigene Werke, deren Erlös für den Lebensunterhalt seiner Witwe bestimmt war, im Hôtel Drouot. Die Versteigerung erbrachte einen Erlös von 10.000 Franc. Der junge Galerist Ambroise Vollard erwarb günstig Bilder der damals nahezu unbekannten Maler Cézanne, Gauguin und van Gogh aus dem Nachlass, was ihm ein Jahr später die Ausstellung einer Cézanne-Retrospektive ermöglichte. Sie machte Cézanne bekannt, und der Erfolg ermöglichte Vollard 1896 den Umzug in eine größere Galerie.
Mehr als hundert Jahre nach dem Tod Tanguys eröffnete 2007 eine Galerie an demselben Ort unter dem Namen „Père Tanguy“, die sich der japanischen Kunst widmet.